# 马里科帕 (亚利桑那州)
马里科帕（英語：Maricopa）是美国亚利桑那州皮纳尔县下属的一座城市。面积约为47.57平方英里（约合123.2平方公里）。根据2010年美国人口普查，该市有人口43,482人，人口密度为916/平方英里。